# Declaración de Lancet de teoría conspirativa del covid-19
La declaración de The  Lancet (también conocida como Calisher et al. 2020) es una publicación de 2020 que alega ser en apoyo de los científicos, empleados gubernamentales y profesionales médicos de la China durante el brote de covid-19 y que condena las teorías que sugieren que el virus no tiene un origen natural, a las que denominó "teorías conspirativas".
Publicada por The Lancet en febrero de 2020 y firmada por 27 científicos, la carta generó una gran controversia por los conflictos de intereses de sus autores y el efecto paralizante que tuvo sobre los científicos que proponían que se investigara la teoría de la fuga de laboratorio de covid-19.
Año y medio después, The Lancet publicó una adenda sobre los conflictos de interés de su declaración original.  Richard Horton, editor de The Lancet, declaró ante el parlamento inglés que su periódico publicó la declaración en el "contexto político" de que el senador estadounidense Tom Cotton había "denunciado a China por artera y deshonesta en sus declaraciones sobre la pandemia," y expresó Horton remordimiento de que los autores de la declaración no hayan revelado sus conflictos de interés.

## Antecedentes
Desde el inicio de la pandemia de covid-19, surgieron rumores y especulaciones sobre los posibles orígenes de laboratorio del SARS-CoV-2, el agente causante de la enfermedad covid-19.  Las hipótesis del origen de laboratorio presentan distintos escenarios en el virus puede haberse propagado a los humanos, incluyendo una infección adquirida vía laboratorio, ora de un virus natural u ora de un virus diseñado.  Algunos de los primeros rumores se centraban en la fuga deliberada de un virus como arma biológica o en la fuga accidental de un virus diseñado. Algunos firmantes de la carta de The Lancet, como Stanley Perlman y Linda Saif, dijeron que su objetivo era disipar esos rumores, aunque la carta no hacía esa distinción, ya que Daszak insistía en una "declaración amplia".

## Crítica

### Comentario crítico
Según el periodista Paul Thacker, la carta de The Lancet "ayudó a orientar casi un año de informes, ya que los periodistas ayudaron a amplificar el mensaje de Daszak y a silenciar el debate científico y público". Esto afectó la información sobre los orígenes del virus, "caracterizando la teoría de la fuga de laboratorio como indigna de una consideración seria".
En una entrevista con The Wall Street Journal, la científica social Filippa Lentzos dijo que la conclusión de la carta era prematura y afirmó que algunos científicos "cerraron filas" por temor a sus carreras y perder sus subvenciones.
La carta fue criticada por el comentarista de medios Jamie Metzl por "propaganda científica y matonismo". Metzel escribió al editor de Lancet, Richard Horton, para señalar el conflicto de intereses de Daszak, pero no recibió respuesta. Horton respondió más tarde en una sesión del parlamento del Reino Unido. Horton dijo al comité: "Confiamos en que los autores sean honestos con nosotros y los autores confían en que tratemos su trabajo de manera confidencial y apropiada. A veces ese sistema falla, y en este caso particular, Peter Daszak ciertamente debería haber declarado sus intereses conflictivos desde el principio".
La periodista Katherine Eban escribió en Vanity Fair que la carta tuvo un "efecto paralizante" sobre la investigación científica y la comunidad científica al insinuar que los científicos que "plantean la teoría de la fuga de laboratorio... están haciendo el trabajo de teóricos de la conspiración". Se consideró que la carta "puso fin efectivamente al debate sobre los orígenes del covid-19 antes de que comenzara". Otras críticas a la carta se centraron en el hecho de que, según correos electrónicos obtenidos a través de la FOIA, los miembros involucrados en la producción de la carta ocultaron su participación "para crear la impresión de unanimidad científica" y no revelaron los conflictos.
Nicholas Wade, ex escritor de artículos científicos del New York Times, escribió en el Bulletin of the Atomic Scientists que "contrariamente a la afirmación de los autores de la carta, la idea de que el virus pudiera haberse escapado de un laboratorio invocaba un accidente, no una conspiración". Wade opinó que los firmantes de la carta de The Lancet se comportaron como "científicos pobres" por "asegurar al público hechos cuya veracidad no podían conocer con certeza".
El profesor de Rutgers Richard Ebright señaló que los conflictos de intereses que involucran a los virólogos que niegan que la pandemia podría haber surgido de un laboratorio en Wuhan son "simplemente sin precedentes".
Según Politico, el subsecretario de Estado para Asuntos de Asia Oriental y el Pacífico, David Stilwell, se mostró sorprendido por la carta y su total desestimación de la posibilidad de una fuga de laboratorio, diciendo que era evidente que "el mundo científico no estaba actuando de manera transparente".
En noviembre de 2020, David Relman publicó un artículo de opinión en Proceedings of the National Academy of Sciences of the United States of America, señalando que la "historia del origen" del virus aún carecía de detalles clave y que un análisis objetivo requería "abordar algunas posibilidades incómodas", incluida una liberación accidental de un laboratorio. Cuando UnDark le preguntó por qué creía que Daszak y otros presionaron con tanta fuerza contra la posibilidad de una fuga de laboratorio, Relman dijo que tal vez querían "desviar la percepción de que su trabajo ponía en peligro a la humanidad".

### Declaraciones de los firmantes
Según The Wall Street Journal, tres de los firmantes dijeron que, después de reflexionar más, creían que un accidente de laboratorio era lo suficientemente plausible como para merecer consideración. Se dice que Bernard Roizman dijo: "Estoy convencido de que lo que ocurrió es que el virus fue llevado a un laboratorio, comenzaron a trabajar con él... y algún individuo descuidado lo sacó".
En junio de 2021, ABC News informó que Calisher había "cambiado completamente su posición", diciendo que cree que "hay demasiada coincidencia" como para ignorar la teoría de la fuga del laboratorio y que "es más probable que haya salido de ese laboratorio".
En un correo electrónico a Undark Magazine, Stanley Perlman escribió que las versiones de la idea de la fuga de laboratorio diferían en si postulaban que el virus fue diseñado en un laboratorio antes de filtrarse, y explicó que la carta de Lancet se centraba más en la ingeniería.
En una entrevista con el Süddeutsche Zeitung en febrero de 2022, Christian Drosten dijo que si los experimentos que se estaban realizando en el laboratorio de Wuhan hubieran sido revelados por los involucrados, "al menos habría hecho preguntas" antes de firmar la carta.

## Respuesta deThe Lancet

### Apéndice
Tras las críticas del público por no haber revelado ciertas relaciones, The Lancet publicó un anexo en el que decía: "Puede haber diferencias de opinión sobre lo que constituye un interés en conflicto". También invitó a Daszak y a otros autores de la carta a modificar sus declaraciones sobre intereses en conflicto. Daszak modificó su declaración para describir la investigación que ha realizado en el sudeste asiático, con varias instituciones diferentes, incluido el Instituto de Virología de Wuhan. Daszak también se recusó de participar en la investigación de The Lancet sobre los orígenes del covid-19.

### Segunda carta
Tras la adenda a la primera carta, los autores de la primera carta publicaron una segunda, reafirmando su opinión de que la pandemia tiene orígenes naturales. La carta afirmaba que era necesaria una "recopilación cuidadosa y transparente de información científica" sobre cada hipótesis potencial, pero creen que es poco probable que el virus se haya filtrado de un laboratorio. William B. Karesh, Peter Palese y Bernard Roizman, quienes firmaron la primera carta, no firmaron la segunda.
Stanley Perlman, quien firmó ambas cartas, dijo que la carta original abordaba únicamente el escenario de bioingeniería de fuga de laboratorio y que la segunda carta aborda el escenario en el que un virus natural se liberó accidentalmente.

## Contradeclaraciones

### RevistaScience
En mayo de 2021, un grupo de 18 científicos destacados publicó una carta en la revista Science en la que decían: "Debemos tomar en serio las hipótesis sobre los efectos secundarios tanto naturales como de laboratorio hasta que tengamos datos suficientes" y que "las teorías de la liberación accidental de un laboratorio y el efecto secundario zoonótico siguen siendo viables". La carta también criticaba el informe de la OMS sobre los orígenes del covid por descartar la teoría de la fuga de laboratorio.

### The Lancet
En septiembre de 2021, The Lancet publicó una carta de un grupo de 16 virólogos, biólogos y especialistas en bioseguridad diciendo que se necesitan más pruebas antes de llegar a conclusiones definitivas sobre la cuestión de los orígenes y pidiendo más investigaciones sobre una fuga de laboratorio.  La carta subrayaba que "las hipótesis relacionadas con la investigación no son desinformación ni conjeturas" y que "las revistas científicas deberían abrir sus columnas a análisis en profundidad de todas las hipótesis". The Times of India calificó la decisión de The Lancet de publicar la carta como un "cambio de sentido".

### Academia Nacional de Ciencias
La Academia Nacional de Ciencias de Estados Unidos afirmó que la búsqueda debería estar “guiada por principios científicos” que considerarían múltiples escenarios para el origen de la pandemia.
En una entrevista con The Washington Post, Marcia McNutt dijo que los científicos abiertos a la posibilidad de un accidente de laboratorio no deberían ser etiquetados como teóricos de la conspiración.